# Патрік Андерссон
Па́трік А́ндерссон (швед. Patrik Andersson; нар. 18 серпня 1971, Ломма) — шведський футболіст, що грав на позиції захисника.
Представник футбольної династії — син Роя Андерссона, гравця збірної Швеції 1970-х, старший брат Даніеля Андерссона.

## Клубна кар'єра
Народився 18 серпня 1971 року. Вихованець юнацьких команд футбольних клубів «Б'єрред» та «Мальме».
У дорослому футболі дебютував 1989 року виступами за команду клубу «Мальме», в якій провів три сезони, взявши участь у 90 матчах чемпіонату.
Протягом 1992—1993 років захищав кольори англійського «Блекберн Роверз».
Своєю грою за останню команду привернув увагу представників тренерського штабу клубу «Боруссія» (Менхенгладбах), до складу якого приєднався 1993 року. Відіграв за менхенгладбаський клуб наступні шість сезонів своєї ігрової кар'єри. Більшість часу, проведеного у складі «Боруссії», був основним гравцем захисту команди.
Згодом з 1999 по 2004 рік грав у складі команд клубів «Баварія» та «Барселона». З «Баварією» виборов титул володаря Кубка Німеччини, ставав чемпіоном Німеччини (двічі), а також переможцем Ліги чемпіонів УЄФА.
Завершив професійну ігрову кар'єру у клубі «Мальме», у складі якого вже виступав раніше. Прийшов до команди 2004 року, захищав її кольори до припинення виступів на професійному рівні у 2005.

## Виступи за збірні
1991 року залучався до складу молодіжної збірної Швеції.
1992 року захищав кольори олімпійської збірної Швеції. У складі збірної — учасник футбольного турніру на Олімпійських іграх 1992 року у Барселоні.
1991 року дебютував в офіційних матчах у складі національної збірної Швеції. Протягом кар'єри у національній команді, яка тривала 12 років, провів у формі головної команди країни 96 матчів, забивши 3 голи.
У складі збірної був учасником чемпіонату Європи 1992 року у Швеції, чемпіонату світу 1994 року у США, на якому команда здобула бронзові нагороди, чемпіонату Європи 2000 року у Бельгії та Нідерландах, а також чемпіонату світу 2002 року в Японії і Південній Кореї.

## Титули та досягнення

### Командні
- Бронзовий призер чемпіонату світу: 1994

«Боруссія»
- Володар Кубка Німеччини: 1995

«Баварія»
- Володар Кубка Німеччини: 2000
- Володар Кубка німецької ліги: 1999, 2000
- Чемпіон Німеччини: 2000, 2001
- Переможець Ліги чемпіонів УЄФА: 2001

«Мальме»
- Чемпіон Швеції: 2004

### Особисті
- Найкращий шведський футболіст року: 1995, 2001